# 孔令侃
孔令侃（1916年12月10日—1992年8月1日）是孔祥熙和宋靄齡的长子。

## 生平
1933年，孔令侃就读于上海聖約翰大學。
1936年大学毕业后，任财政部特务秘书，随后进入新成立的中央信託局。1937年日军占领上海后，中央信托局撤往香港，孔令侃任常务理事，主持业务，负责与日本秘密谈判、监视宋子文以及买卖军火。
在香港期间孔令侃据传极度奢靡：报纸传闻他在香港马会买了四万多元的马票且均未中奖，在澳门赌博出手即为15万港元，粤港澳一带流传口头语“爹爹在朝为宰相，人人称我小霸王”。1944年6月，孔令侃之父孔祥熙出国前向蒋介石提交报告，陈述孔令侃在香港购置军火期间大赚外汇的记录。
1939年，香港政府查获其秘密设立的电台，将其逐出香港。于是孔令侃宣称奉父亲的命令前往美国哈佛大学留学，途中在马尼拉与盛升颐的前妻，年近四十的白牡丹结婚（孔令侃时年23岁）。1943年蒋宋美龄到美国访问，孔令侃担任秘书。抗战结束后，孔令侃回到上海创办扬子建业股份有限公司。
1948年，国共内战后期，中国出现严重的恶性通货膨胀，政府进行金圆券改革，蒋经国到上海督导经济管制，以铁腕手段抑制物价，直到查封孔令侃的扬子公司一案，由于蒋宋美龄的干预，使改革受到挫败。此后，孔令侃将资金转移到海外，本人定居美国。根據周宏濤回憶錄所載，在1970年代初蔣經國組閣時，孔本為宋美齡推薦返台出任財政部長，但蔣經國自上海打虎失敗後，對孔祥熙一家尤其孔令侃深惡痛絕，認為是國府丟失大陸江山的元凶因而作罷。宋美龄到美国后，住在孔令侃在曼哈顿上东城为她购买的公寓内。1992年，孔令侃在纽约去世，年76岁，无后嗣。

## 藝術形象
- 2009年，建國大業（佟大为饰）